# カザスコ
カザスコ（伊: Casasco）は、イタリア共和国ピエモンテ州アレッサンドリア県にある、人口約100人の基礎自治体（コムーネ）。

## 地理

### 位置・広がり
| 隣接するコムーネは以下の通り。 - アヴォラスカ - ブリニャーノ＝フラスカータ - ガルバーニャ - モンペローネ - モンテマルツィーノ |

### 地震分類
イタリアの地震リスク階級 (it) では、3 に分類される
。